# Hellwig Valentin
Hellwig Valentin (* 12. Jänner 1947 in Klagenfurt) ist ein österreichischer Historiker und Journalist.

## Biografie
Hellwig Valentin maturierte im Jahre 1965 am Bundesrealgymnasium 1 in Klagenfurt (heute Europagymnasium) und absolvierte anschließend den Präsenzdienst beim österreichischen Bundesheer. Von 1966 bis 1971 studierte er Geschichte, Germanistik und Philosophie an der Universität Wien. 1971 erfolgte die Promotion zum Dr. phil. im Fach Geschichte mit dem Dissertationsthema Der Prozeß Schönerer. Ein Beitrag zur österreichischen Innenpolitik in der franzisko-josephinischen Epoche.
Von 1972 bis 1985 war Valentin Leiter des Kärntner Landespressedienstes. Von 1985 bis 1998 fungierte er als Chefredakteur der Neuen Kärntner Tageszeitung. In dieser Zeit erfolgte eine schrittweise Umgestaltung der Zeitung in Richtung Leserfreundlichkeit, Übersichtlichkeit und Regionalisierung. Valentins besonderes Anliegen war dabei die inhaltliche Öffnung, was auch in der Änderung des Zeitungstitels zum Ausdruck kam: Aus der Kärntner Tageszeitung wurde die Neue Kärntner Tageszeitung.
1994 begründete er gemeinsam mit Karl Anderwald das Kärntner Jahrbuch für Politik, welches er bis 2003 als Mitherausgeber begleitete.
1998 habilitierte Valentin an der Karl-Franzens-Universität Graz und erhielt die Lehrbefugnis für Allgemeine Zeitgeschichte als Universitätsdozent. Thema seiner Habilitationsschrift war: National oder international? Arbeiter und nationale Frage. Dargestellt am Beispiel Kärntens (1918–1934). Eine gekürzte Fassung erschien im Jahre 2000 in Buchform. Seit 1997 hält er regelmäßig Lehrveranstaltungen an der Universität Graz, Abteilung Zeitgeschichte.
Seine Arbeitsschwerpunkte als Historiker sind österreichische und regionale Zeitgeschichte, Arbeitergeschichte, Länderseparatismus, nationale Frage, Volksgruppen und überregionale Zusammenarbeit. Er verfasste zahlreiche wissenschaftliche Bücher und Aufsätze sowie Pressebeiträge zu zeitgeschichtlichen Themen. Dazu kamen eine rege Vortragstätigkeit, die Organisation wissenschaftlicher Tagungen und die Mitarbeit an zeitgeschichtlichen Filmdokumentationen sowie musealen Einrichtungen. Er gehörte dem wissenschaftlichen Beirat der Kärntner Arbeiterkammer und dem Kulturgremium des Landes Kärnten an.
Valentin ist seit 2001 Mitglied der Historikerkommission Österreich-Slowenien. Er war Mitglied des wissenschaftlichen Beirates des 2017 eröffneten Hauses der Geschichte im Museum Niederösterreich in St. Pölten. Ab 1978 war Valentin in der Arbeitsgemeinschaft Alpen-Adria tätig (Arbeitsgruppe Information; Kommission Kultur und Gesellschaft), einer 2013 aufgelösten Kooperative der Republiken, Regionen, Länder, Kantone und Komitate des Ostalpenraums. Zudem betätigte er sich in der Regionalpartnerschaft zwischen dem Land Kärnten und dem Oblast Czernowitz (Ukraine).
Seit 1998 leitete er die Unterabteilung Wissenschaft im Amt der Kärntner Landesregierung. Am 1. Mai 2004 wurde er Generalsekretär der Arbeitsgemeinschaft Alpen-Adria und Leiter der Alpen-Adria-Geschäftsstelle des Landes Kärnten. In dieser Zeit erfolgte eine Strukturreform der Arbeitsgemeinschaft Alpen-Adria mit dem Ziel, die organisatorischen Abläufe zu vereinfachen und die interne Kommunikation zu verbessern. Seit Anfang 2010 befindet sich Valentin als Landesbeamter im Ruhestand.
Kulturpolitisch engagierte er sich in den 1970er- und 1980er-Jahren u. a. beim Internationalen Musikforum Viktring, der Kärntner Landesgruppe von Amnesty International, dem Arbeitskreis Galerie Hildebrand in Klagenfurt und dem Solidaritätskomitee für die Rechte der Kärntner Slowenen. Später war er als Vorstandsmitglied in der Karl-Popper-Foundation sowie bei den Vereinen Memorial Kärnten/Koroška und Europahaus in Klagenfurt aktiv. Er ist Mitglied des österreichischen PEN-Club.
Valentin ist seit 1977 mit der Psychotherapeutin Isabella Valentin-Pretis verheiratet. Das Paar hat drei Kinder.

## Auszeichnungen
- 2010: Großes Goldenes Ehrenzeichen des Landes Kärnten[12]
- 2014: Einspieler-Preis[13]

## Wissenschaftliche Publikationen (Auswahl)
- Die Idee einer „Kärntner Republik“ in den Jahren 1918/19. Ein Beitrag zur Geschichte des österreichischen Länderpartikularismus. Klagenfurt 1992.
- Eine schwierige Nachbarschaft. Die Beziehungen zwischen Kärnten und Slowenien mit besonderer Berücksichtigung der Jahre 1965 bis 1995. In: Kärntner Jahrbuch für Politik. 1997, S. 303ff.
- Kärntens Rolle im Raum Alpen-Adria. Gelebte und erlebte Nachbarschaft im Herzen Europas (1965–1995). Klagenfurt 1998, ISBN 3-900531-42-0.
- Drehscheibe im Zentrum Europas. Kärntens Nachbarschaftspolitik im Alpen-Adria-Bereich. In: Kärntner Jahrbuch für Politik. 1998, S. 91ff.
- Kärnten-Friaul Julisch Venetien: Eine fast problemlose Nachbarschaft. In: Carinthia I (1998), S. 633ff.
- Kärnten und die Alpen-Adria-Idee. In: Kärnten. Von der deutschen Grenzmark zum österreichischen Bundesland. Wien/Köln/Weimar 1998, S. 172ff.
- Abschied von der Klassengesellschaft. Klassen und soziale Schichten in Kärnten im 20. Jahrhundert. In: Lebenschancen in Kärnten 1900–2000. Ein Vergleich. Klagenfurt 1999, S. 53ff.
- Kärntens „Sturmjahre“ 1918–1920. Die Zeit des Abwehrkampfes und der Volksabstimmung mit besonderer Berücksichtigung der Arbeiterschaft. Klagenfurt 2000 ( (Seite nicht mehr abrufbar, festgestellt im Juli 2024. Suche in Webarchiven) igka.at [PDF; 72 Seiten]).
- Nationalismus oder Internationalismus? Arbeiterschaft und nationale Frage. Mit besonderer Berücksichtigung Kärntens 1918–1934. Klagenfurt 2000.
- Kärnten und der Alpen-Adria-Raum. Mit besonderer Berücksichtigung der Arbeitsgemeinschaft Alpen-Adria. In: Kärntner Jahrbuch für Politik. 2000, S. 255ff.
- Das Zusammenleben in Kärnten aus historischer Sicht. In: Kärnten-Czernowitz. Modell einer Regionalpartnerschaft. Klagenfurt 2002, S. 108ff.
- Die Arbeiterbewegung und die Kriegsfrage von den Anfängen bis zum Ersten Weltkrieg. Mit besonderer Berücksichtigung der österreichischen Sozialdemokratie. In: Konflikte und Kriege im 20. Jahrhundert. Aspekte ihrer Folgen. Graz-Wien-Klagenfurt 2002 (= Veröffentlichungen des Ludwig-Boltzmann-Instituts für Kriegsforschung. Sonderband 3). S. 247ff.
- Karl Renners Konzept der nationalen Autonomie und seine Kärntner Perspektiven. Zum Angebot einer Kulturautonomie an die Kärntner Slowenen im Jahre 1925. In: Kärntner Landesgeschichte und Archivwissenschaft. Festschrift für Alfred Ogris zum 60. Geburtstag. Klagenfurt 2001, S. 477ff.
- Stolperstein oder Brücke? Die Rolle der Volksgruppen im Rahmen der grenzüberschreitenden Zusammenarbeit Kärnten-Slowenien (1918–2001). In: Kärntner Jahrbuch für Politik. 2002, S. 253ff.
- Von Schlesien nach Kärnten: Die Landeshauptleute Florian Gröger und Hans Piesch. In: Kärnten und Böhmen/Mähren/Schlesien. Klagenfurt 2004, S. 329ff.
- Die Rolle der Volksgruppen in den Nachbarschaftsbeziehungen zwischen Kärnten und Slowenien. Mit besonderer Berücksichtigung der slowenischen Minderheit in Kärnten nach 1945. In: Kärnten–Slowenien. Belastete Grenze im „neuen Europa“? Klagenfurt 2005, S. 15ff.
- Die Berichterstattung über Kärnten in den Wiener Medien 1918–2001. In: Kärnten und Wien. Zwischen Staatsidee und Landesbewusstsein. Klagenfurt/Ljubljana/Wien 2005 (= Kärnten und die nationale Frage. 5 Bände; Band 4). S. 163ff.
- Sprachlich-kulturelle Vielfalt und europäische Integration. Die Rolle der Volksgruppen in der grenzüberschreitenden Zusammenarbeit im Raum Alpen-Adria. In: Die Ortstafelfrage aus Expertensicht. Eine kritische Beleuchtung. Klagenfurt 2006, S. 169ff.
- Die Rolle der Volksgruppen im Raum Alpen-Adria (Vloga narodnih skupnosti v prostoru Alpe-Jadran). In: Die Rolle der Volksgruppen im erweiterten Europa und bei grenzüberschreitenden Kooperationsmodellen. Klagenfurt 2006 (= Kärnten-Dokumentation. Band 20/21). S. 227ff/233ff.
- Die Entwicklung der nationalen Frage in Kärnten 1918–1945 (Razvoj nacionalnega vprašanja na Koroškem 1918–1945). In: Der Staatsvertrag von Wien 1955–2005. Die Kärntner Perspektiven. Klagenfurt 2006 (= Kärnten-Dokumentation. Band 22). S. 31ff/62ff.
- Vom Länderpartikularismus zum föderalen Bundesstaat. In: Stefan Karner, Lorenz Mikoletzky (Hrsg.): Österreich. 90 Jahre Republik. Beitragsband der Ausstellung im Parlament, Innsbruck/Wien/Bozen 2008, S. 35–50.
- Der Sonderfall. Kärntner Zeitgeschichte 1918–2004/08. Aktualisierte und erweiterte Neuauflage der Erstauflage von 2005. Klagenfurt/Celovec, Ljubljana/Laibach, Wien/Dunaj 2009, ISBN 978-3-7086-0465-7.
- „Uns‘re Heimat ist heute vor Madrid...“ Die Kärntner Freiwilligen im Spanischen Bürgerkrieg 1936–1939. Klagenfurt 2010, ISBN 978-3-902585-64-6.
- Koroški prostovoljci v mednarodnih brigadah v španski državljanski vojni 1936–1939/Carinthian Volunteers in the International Brigades of the Spanish Civil War 1936–1939. In: Prispevki za Novejšo Zgodovino/Contributions to the Contemporary History 2010/2, Ljubljana 2010, S. 109–125.
- Kärnten. Vom Ersten Weltkrieg bis zur Gegenwart. Innsbruck/Wien 2011, ISBN 978-3-85218-859-1.
- Kärnten – ein Sonderfall. Die Kärntner Arbeiterkammer im Rahmen des zeitgeschichtlichen Geschehens mit besonderer Berücksichtigung der Arbeiterschaft (1918–1938). In: Johannes Grabmayer (Hrsg.): Gemeinsam für Kärnten arbeiten. Festschrift zum 90-jährigen Bestehen der Kammer für Arbeiter und Angestellte für Kärnten. Klagenfurt 2012, S. 66–127.
- Der nationale Konflikt in Kärnten von der Gründung der Ersten Republik bis zum „Anschluß“ (1918–1938). In: Ein Kärnten. Die Lösung. Herausgegeben vom Amt der Kärntner Landesregierung/Volksgruppenbüro. Klagenfurt 2012, S. 27–34.
- Am Rande des Bürgerkrieges. Der Kärntner Ortstafelkonflikt 1972 und der Sturz Hans Simas. Klagenfurt/Celovec, Ljubljana/Laibach, Wien/Dunaj 2013, ISBN 978-3-7086-0750-4.
- Im Schatten des Kalten Krieges. Der Konflikt zwischen der Kärntner SPÖ-Führung und Arbeiterkammerpräsident Paul Truppe in den 1950er-Jahren. In: Carinthia I (2014), Teilband 1. Festschrift für Claudia Fräss-Ehrfeld, S. 451–472.
- Ein Dialogforum in konfliktreicher Zeit. Der Arbeitskreis Galerie Hildebrand – ein gesellschaftspolitischer Kristallisationspunkt im Kärnten der 1970er-Jahre/A dialogue forum in conflicted times. Arbeitskreis Galerie Hildebrand – a sociopolitical focal point in Carinthia in the 1970s. In: Agnes Husslein-Arco, Harald Krejci, Clara Kaufmann (Hrsg.): Mehr als ZERO. Hans Bischoffshausen und die Galerie Hildebrand/More than ZERO. Hans Bischoffshausen and Galerie Hildebrand. Belvedere, Wien 2015, S. 270–292.
- Föderalismus – Gesamtstaat: Das Verhältnis der österreichischen Länder zum Gesamtstaat und die neuen Grenzen der Republik. In: Stefan Karner (Hrsg.): Die umkämpfte Republik Österreich 1918–1938. Innsbruck/Wien/Bozen 2017, ISBN 978-3-7065-5637-8, S. 99–110.
- Zwischen Verehrung und Verachtung: Die politische Elite. In: Peter Wiesflecker, Jože Kopeinig (Hrsg.): Eliten in Kärnten. Klagenfurt/Celovec, Ljubljana/Laibach, Wien/Dunaj 2018, ISBN 978-3-7086-1000-9, S. 13–36.
- Die politische Entwicklung Kärntens seit 1920: Kontinuitäten, Brüche, Sonderfälle. In: Einführung – Überblick – Reflexionen zum neuen Landesausstellungsformat. Herausgegeben vom Amt der Kärntner Landesregierung/Kulturabteilung. Konzeption: Peter Fritz. Klagenfurt 2018, S. 105–115.
- Der „Wettlauf“ nach Klagenfurt im Mai 1945. In: Klagenfurt 500, Bulletin des Geschichtsvereins für Kärnten, Sonderheft 2018. Klagenfurt 2018, S. 159–162.
- Aufklärung und Freimaurerei in Kärnten. In: 175 Jahre Geschichtsverein für Kärnten, Bulletin des Geschichtsvereins, Sonderheft 2019. Klagenfurt 2019, S. 15–18.
- Der Kärntner Grenzstreit 1918-1920. Zur Rolle der Arbeiterschaft. In: ÖGL (Österreich Geschichte Literatur Geographie), Heft 4/2020, herausgegeben vom Institut für Österreichkunde. Wien 2020, S. 394–410.
- Joseph Buttinger – ein Revolutionärer Sozialist aus Kärnten/Joseph Buttinger – a Revolutionary Socialist from Carinthia. In: Kostbarkeiten aus der Bibliothek, Band 2, herausgegeben von der Alpen-Adria-Universität Klagenfurt. Klagenfurt 2020, S. 64ff.
- Hans Steinacher und die Sozialdemokraten. In: Hans Steinacher in Licht und Schatten, herausgegeben vom Kärntner Heimatdienst. Klagenfurt 2020, S. 135–157.
- National oder International? Die Rolle der Sozialdemokratie in der Zeit des Abwehrkampfes und der Volksabstimmung. In: Bulletin des Geschichtsvereins für Kärnten, 2. Halbjahr 2020. Klagenfurt 2020, S. 155–159.
- Ein Kristallisationspunkt der europäischen Integration: Die grenzüberschreitende Zusammenarbeit im Raum Alpen-Adria – ein historischer Rückblick. In: Bulletin des Geschichtsvereins für Kärnten, 2. Halbjahr 2021. Klagenfurt 2021, S. 97–102.
- An der Schwelle eines „autoritären Jahrhunderts“? Österreichs Weg von der Demokratie zur Diktatur in den Jahren 1933/34 und was man daraus lernen kann. In: Kärnten-Dokumentation 2021, Band 37, herausgegeben von Peter Karpf, Werner Platzer, Wolfgang Platzer, Mirjam Polzer-Srienz, Udo Peter Puschnig. Klagenfurt 2021, S. 152–157.
- Das Kärntner Wendejahr 1989 – Vorgeschichte, Verlauf, Folgen. In: Blickwinkel/Kärntner Zeitgeschehen 1989–2022. In: Kärnten-Dokumentation 2022, Sonderband 04, herausgegeben vom Land Kärnten/Landesamtsdirektion. Klagenfurt 2022, S. 293–298.
- Die politische Wende im Jahr 1923. In: Ein Land im Wandel. Kärnten in den 1920er-Jahren. Festschrift für Claudia Fräss-Ehrfeld, herausgegeben im Auftrag des Geschichtsvereins für Kärnten von Heidi Rogy und Peter Wiesflecker. Klagenfurt 2024, S. 179–184.
- Der Kärntner Ortstafelstreit und seine historischen Voraussetzungen. In: ÖGL (Österreich Geschichte Literatur Geographie), Heft 2/2024, herausgegeben vom Institut für Österreichkunde. Wien 2024, S. 39–55.

## Mitherausgeberschaften
- Kärntner Jahrbuch für Politik. Klagenfurt 1994 bis 2003
- Die Kärntner Volksabstimmung 1920 und die Geschichtsforschung. Leistungen, Defizite, Perspektiven. Klagenfurt 2002
- Minderheiten und Minderheitenpolitik in Europa. Bände 1–3. Frankfurt/Main 2002, 2003
- Ethnic Relations on the Territory of the Euroregion „Upper Prut“: The Materials of the International Academic Conference/Bucovinian Center of Political Studies and Carinthian Institute for Ethnic Minorities. Chernivtsi 2004
- Der Staatsvertrag von Wien 1955–2005. Die Kärntner Perspektiven. Klagenfurt 2006 (= Kärnten-Dokumentation. Band 22)